# Belo Polje (Istok)
Pour les articles homonymes, voir Belo Polje.
Bellopojë en albanais et Belo Polje en serbe latin (en serbe cyrillique : Бело Поље) est une localité du Kosovo située dans la commune/municipalité d'Istog/Istok et dans le district de Pejë/Peć. Selon le recensement kosovar de 2011, elle compte 176 habitants.

## Démographie

### Évolution historique de la population dans la localité
| 1948 | 1953 | 1961 | 1971 | 1981 | 1991 | 2011 |
| ---- | ---- | ---- | ---- | ---- | ---- | ---- |
| 175  | 189  | 239  | 247  | 283  | 293  | 176  |

|  |

### Répartition de la population par nationalités (2011)
En 2011, les Albanais représentaient 93,75 % de la population.